# 村中俊之
村中 俊之（むらなか としゆき、1982年10月21日- ）は、日本のチェリスト、作曲家、編曲家、音楽プロデューサー、スタジオ・ミュージシャンである。NHK大河ドラマ龍馬伝「龍馬伝紀行」テーマ曲のチェロ編曲を担当。のだめオーケストラ（のだめカンタービレ）主要メンバー。神奈川県出身。東京芸術大学卒業。

## 略歴
作曲の師の勧めで高校受験半年前にチェロの練習を始める。
2001年東京芸術大学音楽学部附属音楽高等学校卒業。
2005年東京芸術大学音楽学部器楽科チェロ専攻卒業。
2005年～2006年イタリア国立音楽大学Conservatorio Statale di Musica "L. Marenzio" di Bresciaへ留学。
2006年～2009年インターネットで見つけた「のだめカンタービレ」のオーディションに応募し合格。レコーディング・ドラマ・映画に参加出演（のだめオーケストラ）。
2010年NHK大河ドラマ龍馬伝「龍馬伝紀行」テーマ曲（龍馬伝紀行Ⅲ）のチェロアレンジを担当。以前に演奏者である遠藤真理の曲のアレンジをしていたのが依頼のきっかけ。遠藤真理とは大学の同期。
これまで師事したのはチェロでは佐藤千鶴子、斉藤鶴吉、柳田耕治、河野文昭、山崎伸子、クラウディオ・マリーニ、マリア・クリーゲル、ミヒャエラ・カンパニャーロ、ギジ・マルチェッラの各氏。作曲においては佐野清彦、海老原直秀。
横浜バロック室内合奏団のみなとみらいホール定期演奏会に参加する一方で溝口肇、葉加瀬太郎、加古隆、能楽囃子方一噌流笛方である一噌幸弘、グラミー賞アーティストPablo Ziegler等と共演。また、ストリングスとして嵐、EXILE、X JAPAN、aiko、河村隆一、星野源など日本の主要メジャーアーティストとレコーディング・共演。近年はドラム奏者村中俊幸とのユニット結成や音楽朗読劇での劇伴作曲・音楽監督を務めるなど幅広く活動している。

## 人物
作曲を習っていたのはX JAPANのYOSHIKIに憧れての事であった。
大学進学後半年で腕を壊し5年にわたる治療とリハビリを乗り越えイタリアへ留学するも半年で耳を壊し、音楽から離れ別の勉強をしていた時期がある。しかし音楽をやりたいという自身の思いに気付き「のだめカンタービレ」のオーディションに合格したのを機に音楽活動を再開した。

## 活動

### 参加ストリングス・ユニット
- 弦一徹ストリングス
- 今野均ストリングス
- 篠崎正嗣ストリングス
- 真部裕ストリングス
- Casanova Strings（-2015年3月5日）
- TriomeT
- 村中俊之 × 村中俊幸

### 主な楽曲参加アーティスト
- aiko
- 嵐
- EXILE
- X JAPAN
- Every Little Thing
- ORANGE RANGE
- 河村隆一
- Sound Horizon
- スキマスイッチ
- TK from 凛として時雨
- 中島みゆき
- 秦基博
- 星野源
- 薬師丸ひろ子
- 吉井和哉
- Linked Horizon
- ももいろクローバーZ

## 音楽監督作品
※いずれも作曲・音楽監督を担当。『AnGeL fAlL』では既存曲の編曲も担当。
- 2017年2月 - 音楽朗読劇『BLOOD+ ～彼女が眠る間に～』（会場：天王洲 銀河劇場）
- 2017年11月 - Theatrical-Live『MARS RED ～THE BLACK PRINCE～』（会場：舞浜アンフィシアター）
- 2017年12月 - READING HIGH『Homunculus ～ホムンクルス～』（会場：カルッツかわさき）
- 2018年1月 - 音楽朗読劇『AnGeL fAlL』（会場：舞浜アンフィシアター）
- 2018年7月 - READING HIGH『HYPNAGOGIA ―ヒプナゴギア―』（会場：Billboard Live TOKYO）[4]
- 2018年9月 - 『VOICARION Ⅲ 博多座声歌舞伎 〜信長の犬〜 』（会場：博多座）
- 2019年7月 - 『VOICARION Ⅵ 博多座声歌舞伎 ～信長の犬～』（会場：博多座）
- 2019年8月 - READING HIGH『Chevre Note ―シェーブルノート―』（会場：舞浜アンフィシアター）
- 2020年2月 - READING HIGH『EL GALLEON エル ガレオン』（会場：東京国際フォーラム ホールA）
- 2022年6月 - ミュージカル『CROSS ROAD～悪魔のヴァイオリニスト パガニーニ～』（会場：シアタークリエ）
- 2022年9月 - READING HIGH『YOUNG WIZARDS 〜Story from 蘆屋道満大内鑑〜』（会場：パシフィコ横浜　国立大ホール）
- 2023年5月 - READING HIGH『BASE METAL』（会場：東京芸術劇場　プレイハウス）
- 2024年5月 - READING HIGH『ROAD to AVALON』（会場：東京ガーデンシアター）

## 劇伴作品
- 2021年-TVアニメ『MARS RED』[5]

## ディスコグラフィ
- 2008年 横浜バロック室内合奏団『The best selection 2007-2008 ヴィヴァルディー「四季」』（C.p.e.BACH チェロ協奏曲）
- 2009年 オリジナルソロアルバム『Solos』
- 2013年 トリビュートアルバム『hide TRIBUTE Ⅳ -Classical SPIRITS-』（1.ROCKET DIVE [チェロ三重奏ver.]）
- 2014年 TriomeT 『TriomeT』